# Kara Lindsay
Kara Lynn Massey, nota anche con lo pseudonimo di Lara Lindsay (Rochester, 16 febbraio 1985), è un'attrice e cantante statunitense, nota principalmente per aver interpretato Katherine Plumber nel musical Newsies e Glinda nel musical Wicked..

## Biografia
Kara Lynn Lindsay è nata a Rochester (New York), e ha frequentato la Greece Athena High School. Si è laureata in recitazione e teatro musicale alla Carnegie Mellon University. Nel 2009 ha iniziato a frequentare l'attore Kevin Massey e i due si sono sposati nel 2013.
Successivamente ha interpretato il ruolo di Katherine Plumber nel musical Newsies nel 2011 a fianco di Jeremy Jordan. In merito a questo ruolo, l'attrice ha detto di essersi ispirata alla giornalista investigativa Nellie Bly.
Un altro ruolo per cui è nota è quello di Glinda nel musical Wicked.  Ha fatto parte del cast del tour americano nel 2014 e poi a Broadway fino al 2016.
Nel 2017 recita nel musical Beautiful: The Carole King Musical nel ruolo della compositrice Cynthia Weil.

## Filmografia
- Newsies, il musical di Broadway, regia di Jeff Calhoun e Brett Sullivan  (2012)

### Televisione
- Macy's Thanksgiving Day Parade (2011)
- Submissions Only - Serie TV, 1 episodio  - Composition Callbacks Group 2 (2012)
- Working in the Theatre (Lavorare in Teatro) - Serie TV, 1 episodio (2013)
- Murphy Brown - Serie TV, 1 episodio (2018)

## Teatro
- Little House on the Praire, Paper Mill Playhouse (2009) - Laura Ingalls
- Newsies, Nederlander Theatre (2012-2014, 2016) - Katherine Plumber
- Wicked, secondo tour nordamericano (2014, 2018-2019) - Glinda
- Mary Poppins, North Carolina Theatre (2016) - Mary Poppins
- Wicked, Gershwin Theatre (2014-2016, 2016-2017)
- Cantando sotto la pioggia, Sacramento Music Circus (2018) - Kathy Selden
- Beautiful: the Carole King musical, Stephen Sondheim Theatre (2017-2019) - Cynthia Weil
- Once upon a mattress, Encores! (2024) - Winnifred